# أخال تيكي
أخال تيكي هي سلالة خيول من تركمنستان  تشتهر بالسرعة والقدرة على التحمل، الذكاء، اللمعان البراق المتميز. فرائها اللامع أكسبها اسم «الخيول الذهبية». تتكيف هذه الخيول مع الظروف المناخية الصعبة ويعتقد أنها واحدة من أقدم سلالات الخيول الموجودة. حالياً يوجد ما يقارب من 6.600 أخال تيكي في العالم، معظمهم في تركمنستان وروسيا، بالرغم من وجودها كذلك عبر أوروبا وأمريكا الشمالية.